# Italo (société)
Pour les articles homonymes, voir Italo.
Italo S.p.A., anciennement Nuovo Trasporto Viaggiatori (NTV), est une entreprise ferroviaire privée italienne. Créée en décembre 2006 par plusieurs industriels italiens par le biais d'une holding.

## Histoire
NTV a commencé l'exploitation commerciale de ses trains à grande vitesse, de type AGV, sous la marque .Italo le 28 avril 2012. Italo est la première société privée européenne de transport de voyageurs à grande vitesse.

## Matériel

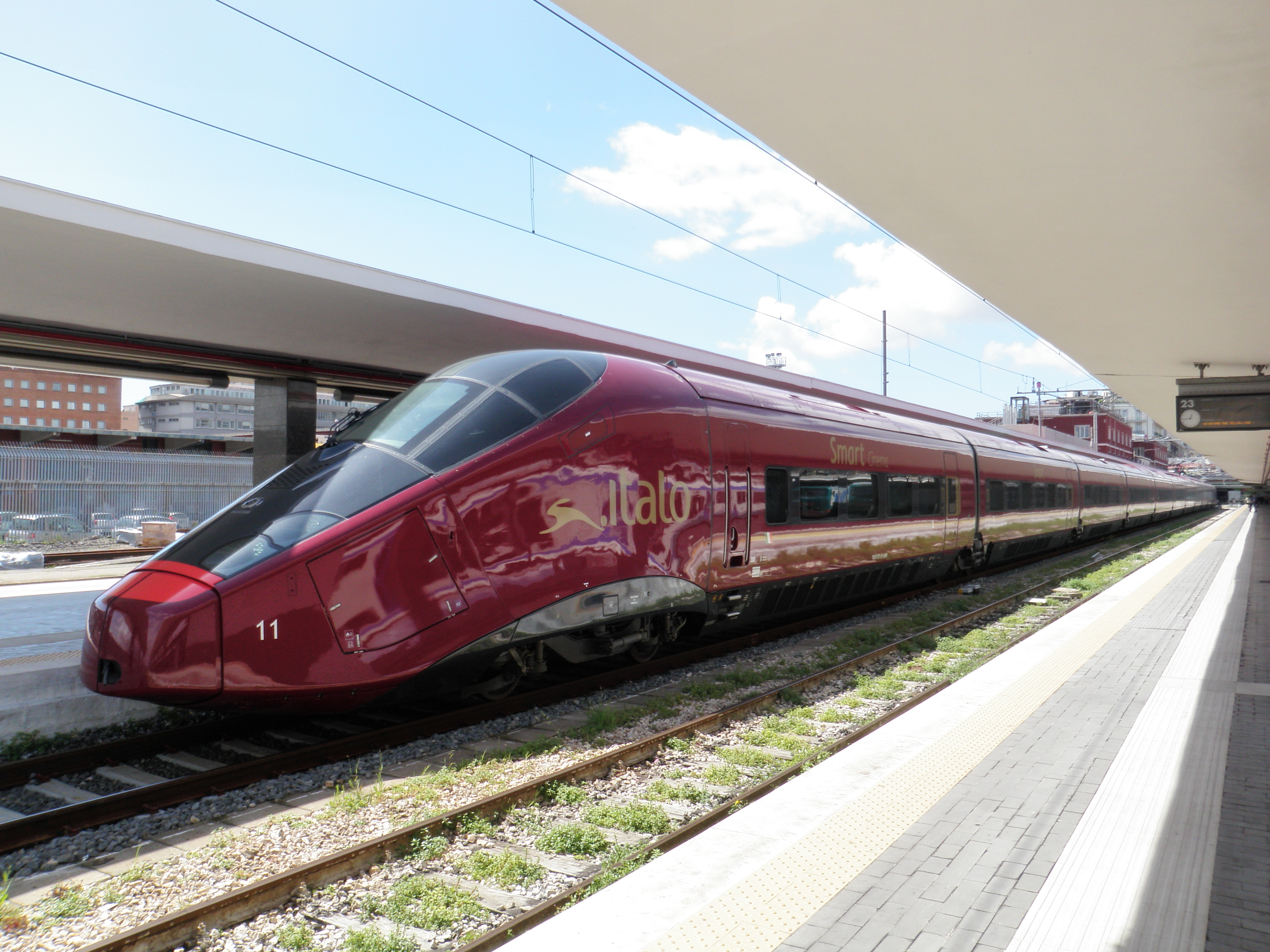
Un AGV Italo à Naples

Le 17 janvier 2008, la société NTV a annoncé la signature d'un contrat portant sur 25 rames d'AGV d'Alstom (TGV 4e génération) à livrer en 2011, pour un montant total d'environ 1,5 milliard d'euros (dont 650 millions d'euros pour la fourniture des trains).
Les rames - dénommées ETR 575 - sont composées de 11 voitures, pour une capacité aux alentours de 500 places assises, et assurent des liaisons Turin-Naples (via Milan et Rome), Rome-Venise (via Bologne) et Rome-Bari (via Naples). Leur vitesse commerciale est de 300 km/h.
Le contrat porte sur la livraison des 25 rames d'AGV ainsi que leur maintenance sur une durée de 30 ans.
En octobre 2015, la compagnie commande à Alstom huit rames Pendolino pour 460 millions d'euros. Longues de 187 m - soit sept caisses, ces rames vont être dotés d'un design spécifique proche des rames Italo en circulation. Le début des livraisons est prévu pour 2017.
Après plusieurs levées d'options, le total de la commande à fin 2017 de Pendolino porte sur 17 rames.

## Offre ferroviaire

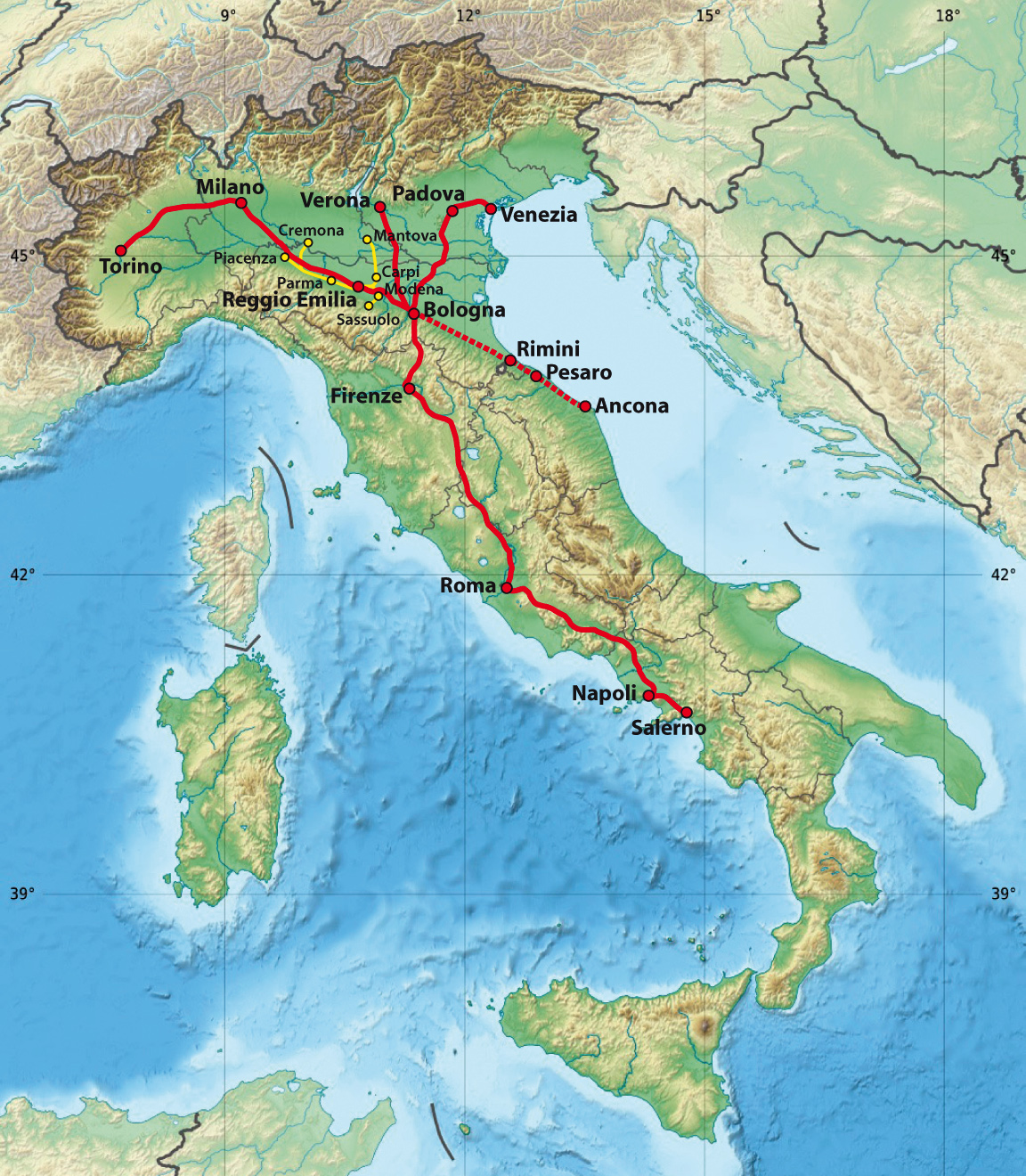
Carte du réseau en Italie.

La société est active sur le marché des trains à grande vitesse, en concurrence avec le service déjà proposé par Trenitalia et ses trains Frecciarossa.
Le service peut compter sur un total de 52 trajets par jour, desservant 13 villes et 17 gares.
- Turin Porta Nuova - Turin Porta Susa - Milan Centrale - Milan Rogoredo - Reggio Emilia Mediopadana - Bologne Centrale - Florence Santa Maria Novella - Rome Tiburtina - Rome Termini- Naples Centrale - Salerno
- Venise Santa Lucia - Venise Mestre - Padoue Centrale - Bologne Centrale - Florence Santa Maria Novella - Rome Tiburtina - Rome Termini- Naples Centrale - Salerno
- Turin Porta Nuova - Ancona
- Brescia - Vérone Porta Nuova - Naples Centrale

## Actionnariat
L'actionnariat se répartit entre plusieurs acteurs :
| Entité                                  | Part    |
| --------------------------------------- | ------- |
| MSC Investement Holding Limited s.à.r.l | 49,23 % |
| Global Infrastructure Partners          | 36,51 % |
| Allianz (Italia) SPA                    | 10,79 % |

La SNCF a possédé 20 % du capital du lancement de l’entreprise jusqu'en 2015 où elle procède à la revente de ses parts,.
La société, dont la marque commerciale est Italo, change d'actionnaire principal. En 2018, le fonds Global Investment Partners (GPI) avait racheté 72 % des actions et en octobre 2023, la société Italo-Suisse MSC reprend 50 pour cent du capital, les autres 50% étant toujours détenus par GIP et Allianz SPA. L'entreprise est valorisée à 4.2 milliards d'Euros.